# Baryceros zapotecus
Baryceros zapotecus är en stekelart som först beskrevs av Cresson 1874.  Baryceros zapotecus ingår i släktet Baryceros och familjen brokparasitsteklar. Inga underarter finns listade.